# Алялькомени (Беотія)
38°23′07″ пн. ш. 23°00′06″ сх. д. / 38.385259° пн. ш. 23.00169° сх. д.
Алялькомени або Алялькоменай (дав.-гр. Ἀλαλκομέναι), або Алялькомен або Алялькоменіон (Ἀλαλκομένιον),  було місто в стародавній Беотії, розташоване біля підніжжя гори Тельфуз, трохи на схід від Корони, а біля озера Копаїда. Було так назване на честь поклоніння Афіні, яка, як кажуть, народилася тут і яку, отже, називають Алялькоменеїдою (Ἀλαλκομενηΐς) в «Іліаді» Гомера.  Храм богині стояв неподалік від міста, на річці Тритон, яка була у вигляді невеликого струмка, що впадає в озеро Копаїда.  Місто було біля пагорба, який Страбон називає горою Тельфуз (названа на честь Тельфузи, джерела, яке відвідав бог Аполлон). Страбон також записує, що гробниця провидця Тейресія і храм Тельфуза Аполлона знаходилися недалеко від Алалкомени. 
Стародавні джерела зберігають три згадки про походження назви міста:
- Стефан Візантійський і географ Павсаній — і, ймовірно, Гомер — зберігають історію про те, що він був названий на честь Алалкомена (або Алалкомена, у Стефана), який виховав там богиню Афіну.
- Павсаній також повідомляє, що він був названий на честь Алялькоменії, дочки Огіга, царя Ектен, народу, який вперше зайняв землю Фів[1].
- За словами Стефана Візантійського, олександрійський вчений Аристарх Самофракійський вважав, що місто було названо від грецького дієслова ἀλαλκεῖν «захищати» (< ἀλέξω), щоб відобразити роль Афіни як захисника міста. Ранні схолії «D» в «Іліаді» також відображають цю історію, тому ця ідея може передувати Аристарху[2].

З огляду на культ Афіни, імовірно, місцевий міф в Алялькоменах дотримувався першої з цих теорій.
За сучасним селом Солінарі (Солінаріон),   є кілька багатокутних фундаментів, очевидно, однієї будівлі, які, ймовірно, є залишками периболусу храму. І місто, і храм були пограбовані римським полководцем Суллою, який виніс статую богині. Павсаній згадує історію після того, як Сулла вкрав статую Афіни з храму, у помсту Афіна наслала на нього воші; але згодом храм був занедбаний.  Прилеглий Алалкоменес був перейменований у 1928 році, щоб відобразити асоціацію зі стародавнім містом.